# Typhisopsis claydoni
Typhisopsis claydoni is een slakkensoort uit de familie van de Muricidae. De wetenschappelijke naam van de soort is voor het eerst geldig gepubliceerd in 1988 door Houart.